# Алберт Борман
Алберт Борман (на немски: Albert Bormann) е немски офицер от Националсоциалистическия моторизиран корпус, който достига ранг групенфюрер по време на Втората световна война. Борман е по-малък брат на Мартин Борман и служи като адютант на Адолф Хитлер.

## Ранен живот
Роден е на 2 септември 1902 г. във Вегелебен (днес в Саксония-Анхалт) в Кралство Прусия в рамките на Германската империя. Син е на Теодор Борман (1862 – 1903), пощенски служител, и втората му жена, Антони Бернардине Менонг. Семейството е лутеранско. Той има доведени брат и сестра от първия брак на баща му с Луизе Гроблер, която почива през 1898 г. Антони Борман ражда трима сина, един от които умира в детството си. Мартин (р. 1900 г.) и Алберт (р. 1902 г.) оцеляват. Теодор умира, когато Борман е на 3 години, а майка му скоро се омъжва повторно.

## Нацистка кариера
През април 1931 г. Мартин урежда на брат си работа в облекчителния фонд на Нацистката партия в Мюнхен. Към октомври същата година Алберт е назначен в канцеларията на Хитлер. Тя е отговорна за делата на Нацистката партия и свързаните с нея организации, засягащи лично Хитлер. Алберт е доста различен от по-големия си брат, Мартин. Той е висок, културен и избягва „светлините на сцената“. Той вярва, че служи за доброто и не използва позицията си за лична изгода. Става приятел с СС-Обергрупенфюрер Филип Боулер, който е началник на канцеларията на Хитлер.
Хитлер харесва Борман и го намира за надежден човек. През 1938 г. на Борман е подчинена малка група адютанти, които не зависят от Мартин Борман. Връзката между Мартин и Алберт се влошава толкова, че Мартин го нарича не по име, а като „човекът, който държи палтото на фюрера“.
По-късно през 1938 г. Алберт Борман става Началник на Главен офис I: Личните дела на фюрера (на немски: Persönliche Angelegenheiten des Führers) в канцеларията. На тази работа Борман борави с по-голямата част от рутинната кореспонденция на Хитлер.
На 20 април 1945 г. по време на битката за Берлин, на Борман, адмирал Карл-Йеско фон Путкамер, Теодор Морел, Хуго Блашке, Йоана Волф, Криста Шрьодер и други е наредено от Хитлер да напуснат Берлин със самолет към Оберзалцберг. Групата заминава от Берлин с различни самолетни полети през следващите три дни.

## След войната
След края на Втората световна война Алберт Борман приема името Рот. Работи във ферма до април 1949 г., когато е арестуван. Осъден е от мюнхенски денацификационен съд на шест месеца труд и е освободен през октомври 1949 г. Алберт не харесва Мартин до такава степен, че дори не желае да дискутира брат си в интервюта след войната. Освен това, отказва да пише мемоари. Алберт Борман почива през 1989 г. в Мюнхен.